# Obedience
L'Obedience è una disciplina cinofila sportiva che ha lo scopo di insegnare al cane un comportamento controllato e collaborativo. La disciplina si fonda sulla valutazione della capacità di un binomio cane-conduttore di eseguire una routine di esercizi con armonia e precisione, evidenziando una perfetta intesa anche a distanza.
Le prove di Obedience sono aperte a tutti i cani, di razza e non. Per partecipare, i cani devono avere un'età minima di 10 mesi per accedere alle classi nazionali e di almeno 15 mesi per la Classe 3 internazionale. I cani non iscritti a un libro genealogico riconosciuto dalla FCI (Federazione cinofila internazionale) possono partecipare a tutte le prove dove non sia in palio il CACIOB.

## Origini e Storia
L'Obedience ha le sue radici nel Regno Unito. Nata inizialmente come una componente dei "working trials" (prove di lavoro per cani), si è evoluta in una disciplina sportiva autonoma. La sua popolarità è cresciuta esponenzialmente dopo essere stata presentata al grande pubblico durante la prestigiosa esposizione canina Crufts nel 1951, diffondendosi da quel momento in tutta Europa e nel mondo. In Italia, la disciplina è regolamentata e promossa dall'Ente Nazionale della Cinofilia Italiana (ENCI).

## Filosofia e Scopo della Disciplina
L'obiettivo primario dell'Obedience va oltre la semplice competizione; è quello di formare cani equilibrati e socialmente affidabili, in grado di comportarsi correttamente in contesti domestici, pubblici e in presenza di altri animali. La disciplina si focalizza sul rafforzamento del binomio attraverso un lavoro basato sulla fiducia e sulla collaborazione reciproca. L'addestramento offre al cane un'intensa stimolazione mentale e un'adeguata attività fisica, elementi fondamentali per il suo benessere psicofisico.

## Adattabilità dello Sport
L'Obedience è una delle discipline cinofile più inclusive.
- Aperta a tutti i cani: Possono partecipare cani di qualsiasi razza, dimensione ed età, inclusi i cani meticci[1]. I giudici, nella valutazione, tengono conto delle caratteristiche morfologiche e attitudinali di ogni razza[1].
- Accessibilità per i conduttori: Lo sport non richiede particolari doti atletiche al conduttore ed è quindi accessibile a persone di ogni età. Inoltre, regolamenti specifici ne consentono la pratica anche a persone con disabilità.

## Descrizione degli Esercizi Principali
Sebbene gli esercizi varino per complessità in base alla classe, alcuni elementi fondamentali caratterizzano la disciplina.
- Condotta: È l'esercizio simbolo della disciplina. Il cane deve camminare a fianco del conduttore (solitamente a sinistra), senza guinzaglio, mantenendo la spalla all'altezza del ginocchio. La condotta deve apparire naturale e attenta, con il cane che si adatta ai cambi di andatura (passo normale, lento, di corsa) e di direzione (svolte, dietrofront) impartiti dal commissario di gara[1].
- Posizioni a Distanza: Il cane deve eseguire i comandi di "seduto", "terra" e "in piedi" a grande distanza dal conduttore (fino a 15 metri nella Classe 3), dimostrando massima concentrazione e autocontrollo senza avanzare o spostarsi dal punto di partenza[1].
- Richiamo: Il conduttore lascia il cane in un punto del ring, si allontana e, al segnale, lo richiama. Il cane deve raggiungere il conduttore in modo rapido e diretto, per poi mettersi al fronte o direttamente in posizione di condotta ("finish")[1]. Nelle classi avanzate, il richiamo è interrotto da comandi di fermata ("stop") in diverse posizioni.
- Riporto: Il cane deve recuperare un oggetto (solitamente un manubrio in legno) e riportarlo al conduttore. La presa deve essere salda ma delicata, e la riconsegna precisa. Nelle classi superiori, l'esercizio si complica con salti e riporti direzionali[1].
- Invio in aree delimitate: Il cane viene inviato a distanza verso un'area specifica, come un quadrato delimitato da birilli, dove deve eseguire comandi come il "terra" per poi essere richiamato[1].
- Discriminazione Olfattiva: Al cane viene fatto annusare un piccolo oggetto in legno con l'odore del conduttore. L'oggetto viene poi mescolato ad altri identici e il cane, usando solo l'olfatto, deve individuare e riportare quello corretto[1].

## Classi di Lavoro
Il percorso agonistico nell'Obedience è strutturato in classi di difficoltà crescente. Il regolamento italiano prevede due classi propedeutiche nazionali prima di accedere al circuito internazionale.
- Predebuttanti (classe nazionale, età minima 10 mesi)[1]
- Debuttanti (classe nazionale, età minima 12 mesi)[1]
- Classe 1 (età minima 12 mesi)[1]
- Classe 2 (età minima 14 mesi)[1]
- Classe 3 (nazionale e internazionale, età minima 15 mesi)[1]

## Esercizi e Punteggi

### Regolamento in vigore dal 1° gennaio 2025
Di seguito sono riportati gli esercizi, i coefficienti di difficoltà e i punteggi per ogni classe, come stabiliti dal regolamento ENCI 2025.
| NR | Esercizio                          | Coeff | Totale |
| -- | ---------------------------------- | ----- | ------ |
| 1  | Sociabilità                        | 1     | 10     |
| 2  | Condotta con guinzaglio            | 2     | 20     |
| 3  | Seduto fermo                       | 1     | 10     |
| 4  | Richiamo semplice                  | 2     | 20     |
| 5  | Richiamo con salto di una barriera | 1     | 10     |
| 6  | Posizioni a distanza               | 1     | 10     |
| 7  | Terra 30 s. Conduttore in vista    | 1     | 10     |
| 8  | Impressione generale               | 1     | 10     |
|    | TOTALE                             | 10    | 100    |

Classe Predebuttanti – Punteggio
- Eccellente: 80 – 100 punti (80%)
- Molto Buono: 70 – 79,5 punti (70%)
- Buono: 50 – 69,5 punti (50%)

| NR | Esercizio                                          | Coeff | Totale |
| -- | -------------------------------------------------- | ----- | ------ |
| 1  | Sociabilità                                        | 1     | 10     |
| 2  | Invio intorno a un gruppo di coni/barile e ritorno | 1     | 10     |
| 3  | Condotta senza guinzaglio                          | 2     | 20     |
| 4  | Richiamo semplice                                  | 1     | 10     |
| 5  | Terra durante la marcia                            | 2     | 20     |
| 6  | Tenuta di un oggetto                               | 2     | 20     |
| 7  | Richiamo con salto di una barriera                 | 1     | 10     |
| 8  | Posizioni a distanza                               | 2     | 20     |
| 9  | Terra 1 min. conduttore in vista                   | 2     | 20     |
| 10 | Impressione generale                               | 1     | 10     |
|    | TOTALE                                             | 15    | 150    |

Classe Debuttanti – Punteggio
- Eccellente: 120 – 150 punti (80%)
- Molto Buono: 105 – 119,5 punti (70%)
- Buono: 75 – 104,5 punti (50%)

| NR | Esercizio                                          | Coeff | Totale |
| -- | -------------------------------------------------- | ----- | ------ |
| 1  | Seduto in gruppo per 1 minuto, conduttori in vista | 3     | 30     |
| 2  | Condotta                                           | 4     | 40     |
| 3  | Fermata a scelta durante la marcia                 | 3     | 30     |
| 4  | Richiamo                                           | 4     | 40     |
| 5  | Invio in avanti in un quadrato                     | 4     | 40     |
| 6  | Controllo a distanza                               | 4     | 40     |
| 7  | Salto di una barriera e riporto                    | 4     | 40     |
| 8  | Invio intorno a un gruppo di coni/barile e ritorno | 4     | 40     |
| 9  | Impressione generale                               | 2     | 20     |
|    | TOTALE                                             | 32    | 320    |

Classe 1 – Punteggio
- Eccellente: 256 – 320 punti (80%)
- Molto Buono: 224 – 255,5 punti (70%)
- Buono: 192 – 223,5 punti (60%)

| NR | Esercizio                                                            | Coeff | Totale |
| -- | -------------------------------------------------------------------- | ----- | ------ |
| 1  | Terra in gruppo per 2 minuti, conduttori fuori vista                 | 3     | 30     |
| 2  | Condotta                                                             | 4     | 40     |
| 3  | Fermo in piedi / seduto / terra durante la marcia (due posizioni)    | 3     | 30     |
| 4  | Richiamo con fermo in piedi                                          | 3     | 30     |
| 5  | Invio in avanti con terra e richiamo                                 | 4     | 40     |
| 6  | Riporto direttivo                                                    | 3     | 30     |
| 7  | Discriminazione olfattiva e riporto                                  | 3     | 30     |
| 8  | Controllo a distanza                                                 | 4     | 40     |
| 9  | Invio intorno a un gruppo di coni / barile, in piedi / terra e salto | 3     | 30     |
| 10 | Impressione generale                                                 | 2     | 20     |
|    | TOTALE                                                               | 32    | 320    |

Classe 2 – Punteggio
- Eccellente: 256 – 320 punti (80%)
- Molto Buono: 224 – 255,5 punti (70%)
- Buono: 192 – 223,5 punti (60%)

| NR | Esercizio                                                              | Coeff | Totale |
| -- | ---------------------------------------------------------------------- | ----- | ------ |
| 1  | Seduto in gruppo per 2 minuti, conduttori fuori vista                  | 2     | 20     |
| 2  | Terra in gruppo per 1 minuto, e richiamo                               | 2     | 20     |
| 3  | Condotta                                                               | 4     | 40     |
| 4  | Fermo in piedi, seduto e terra durante la marcia                       | 3     | 30     |
| 5  | Richiamo con fermo in piedi / seduto / terra                           | 3     | 30     |
| 6  | Invio a distanza con direzioni, terra e richiamo                       | 4     | 40     |
| 7  | Riporto direttivo                                                      | 3     | 30     |
| 8  | Invio intorno a un gruppo di coni / barile, posizioni, riporto e salto | 4     | 40     |
| 9  | Discriminazione olfattiva e riporto                                    | 3     | 30     |
| 10 | Controllo a distanza                                                   | 4     | 40     |
|    | TOTALE                                                                 | 32    | 320    |

Classe 3 – Punteggio
- Eccellente: 256 – 320 punti (80%)
- Molto Buono: 224 – 255,5 punti (70%)
- Buono: 192 – 223,5 punti (60%)

## Passaggi di Classe
Le regole per la progressione tra le classi sono definite a livello nazionale.
- Un binomio che ottiene la qualifica di Eccellente in una classe è autorizzato a gareggiare nella classe successiva.
- Un cane può competere nella stessa classe finché non ha ottenuto tre qualifiche di Eccellente in quella classe nel proprio paese.
- Le norme nazionali definiscono le condizioni per la retrocessione a una classe inferiore, ad esempio per cani anziani.

## Titoli

### Campione Italiano di Obedience
Per conseguire il titolo di Campione Italiano di Obedience, un cane deve ottenere tre CAC (Certificato di Attitudine al Campionato) in Classe 3, assegnati da almeno due giudici diversi. È inoltre richiesta una qualifica di almeno Molto Buono ottenuta in un'esposizione di bellezza (internazionale, nazionale o raduno di razza).

### Campione Mondiale di Obedience
Il titolo di Campione Mondiale di Obedience è il massimo riconoscimento nella disciplina e viene assegnato una sola volta all'anno. Non è un titolo cumulativo, ma viene conferito al singolo binomio che vince la finale del Campionato del Mondo di Obedience FCI (FCI Obedience World Championship). Questo evento mette a confronto i migliori rappresentanti di ogni nazione, rendendo il vincitore il campione assoluto per quell'anno.

### Certificato di Attitudine al Campionato Internazionale di Obedience (CACIOB)
Nelle prove internazionali, al binomio vincitore che ha conseguito la qualifica di Eccellente viene attribuito il FCI-CACIOB. La riserva di CACIOB viene assegnata al secondo classificato, purché abbia ottenuto anch'esso la qualifica di Eccellente. L'ottenimento di più CACIOB in diverse nazioni, secondo il regolamento della FCI, permette di ambire al titolo di Campione Internazionale di Obedience, che attesta una qualità costante e di alto livello in più contesti.

## Campione Mondiale
| Cane                    | Razza         | LOI        | Conduttore       | Allevatore    | Data Proclamazione |
| ----------------------- | ------------- | ---------- | ---------------- | ------------- | ------------------ |
| Interforce Tsunami Maze | Border Collie | LO20138895 | Emiliana Cirelli | Joanna Pawlik | 28 luglio 2024     |

## Campione Internazionale
| Cane   | Razza         | LOI        | Conduttore | Allevatore | Data Proclamazione |
| ------ | ------------- | ---------- | ---------- | ---------- | ------------------ |
| Estrid | Border Collie | LO05112782 | Luca Rossi | Luca Rossi | 24 febbraio 2010   |

## Campione italiano
| Cane                                 | Razza         | LOI        | Conduttore                   | Allevatore                          | Data Proclamazione |
| ------------------------------------ | ------------- | ---------- | ---------------------------- | ----------------------------------- | ------------------ |
| Gingerbell Dewdrop                   | Border Collie | LO9957898  | Angela Riccardi              | Elisabetta Riccardi Candiani        | 18 febbraio 2003   |
| Midnightsummer                       | Border Collie | GS036624   | Gabriella Cenderelli         | Elisabetta Riccardi Candiani        | 31 marzo 2003      |
| Killians                             | Border Collie | LO98120720 | Elisabetta Riccardi Candiani | Paolo Esposito                      | 10 febbraio 2005   |
| Dreamofireland                       | Border Collie | GS034381   | Nicola Giraudi               | Nicola Nicoletti                    | 30 marzo 2005      |
| Eileen                               | Border Collie | LO9885359  | Nicoletta Bellucci           | Francesca Bellucci                  | 30 marzo 2005      |
| Gingerbell Powerpoint                | Border Collie | LO0371298  | Claudia Marchetti            | Elisabetta Riccardi Candiani        | 20 novembre 2006   |
| Gingerbell Zindizhi                  | Border Collie | LO0557101  | Ottavia Schirru              | Elisabetta Riccardi Candiani        | 13 aprile 2007     |
| Megryan                              | Border Collie | LO027727   | Silvia Cacciatore            | Vincenzo Fascetti                   | 18 dicembre 2007   |
| Detania Barefoot in the Park         | Border Collie | LO0663632  | Valentina Balli              | Gillespie A.L.M.                    | 1º ottobre 2008    |
| Scott                                | Border Collie | LO053543   | Renate Tribus                | Astrid Summerer                     | 17 febbraio 2009   |
| Estrid                               | Border Collie | LO05112782 | Luca Rossi                   | Luca Rossi                          | 22 settembre 2009  |
| Rely                                 | Border Collie | LO0215452  | Contardi Elisabetta          | Simila Laiatici                     | 22 settembre 2009  |
| Explosive Kaos                       | Border Collie | LO0871687  | Valentina Balli              | Bruno Pilati                        | 26 gennaio 2011    |
| Gingerbell Ivanohe                   | Border Collie | LO0696227  | Daniela Scanelli             | Elisabetta Candiani Riccardi        | 26 luglio 2011     |
| Nefthi della Maschera di Tutankhamon | Border Collie | LO09136070 | Simona Capacci               | Simila Laiatici                     | 1º luglio 2015     |
| Gingerbell Y Ahora Que               | Border Collie | LO1266639  | Anna Elisa Scelsa            | Elisabetta Candiani Riccardi        | 1º settembre 2016  |
| Mindthedog Lycan                     | Border Collie | LO1556544  | Valentina Balli              | Valentina Balli                     | 2 maggio 2017      |
| Greg                                 | Border Collie | LO1249792  | Luca Bartelloni              | Elisa Galeotti                      | 16 ottobre 2020    |
| Anouk                                | Border Collie | LO1430581  | Genny De Bortoli             | Sandra Panico                       | 26 novembre 2020   |
| Louis Vuitton                        | Border Collie | LO14124846 | Giuseppe De Rinaldis         | Valentina Balli                     | 19 gennaio 2022    |
| Trick or Treat                       | Border Collie | LO151871   | Vincenzo Pellegrino          | Cristina Collina                    | 7 marzo 2022       |
| Shiva                                | Border Collie | LO1624367  | Elena Meda                   | Isabel Bulian                       | 7 aprile 2022      |
| Mind the Dog Cattivissimo Me         | Border Collie | LO2035680  | Valentina Balli              | Valentina Balli                     | 22 febbraio 2023   |
| Tending Courage                      | Border Collie | LO20141791 | Gonzalo Figueroa Counago     | Riitta Jantunen-Korri & Pekka Korri | 22 febbraio 2023   |
| Bendigedig Luft                      | Border Collie | LO17131164 | Christian Asirelli           | Mrs B. Behr                         | 27 marzo 2023      |
| Mind the Dog Gangster                | Border Collie | LO19113582 | Elena Meda                   | Valentina Balli                     | 8 settembre 2023   |
| Mind the Dog Quadrifoglio            | Border Collie | LO2092485  | Silvana Bossi                | Valentina Balli                     | 10 novembre 2023   |
| Welshriverdee Adrenaline             | Border Collie | LO19149893 | Christian Asirelli           | Ana Pires                           | 16 gennaio 2024    |
| Mind the Dog Break Dance             | Border Collie | LO15156002 | Sara Giulia Copercini        | Valentina Balli                     | 29 gennaio 2024    |
| Mind the Dog Pina                    | Border Collie | LO17155052 | Allevamento dell'Agoghè      | Valentina Balli                     | 24 giugno 2024     |
| Gingerbell Questo é Quanto           | Border Collie | LO1893020  | Jacopo De Gasperi            | Elisabetta Riccardi Candiani        | 27 novembre 2024   |
| Piccolo Hippie di Spirit's Dog       | Border Collie | LO2044241  | Sabrina Somale               | Silvia Pisano                       | 2 dicembre 2024    |
| Mind the Dog Vigor                   | Border Collie | LO19113589 | Federica Morelli             | Valentina Balli                     | 28 gennaio 2025    |